# Битва при Босворте
Битва при Босворте — сражение, произошедшее 22 августа 1485 года на Босвортском поле в Лестершире (Англия) между армией английского короля Ричарда III и войсками претендента на престол Генриха Тюдора, графа Ричмонда.
Генрих Тюдор, бывший наследником Плантагенетов по женской линии ланкастерской ветви династии, никаких прав на трон не имел:  его мать хоть и являлась правнучкой самого Джона Гонта, сына Эдуарда III, но была потомком внебрачной ветви Ланкастеров - Бофортов, которым специальным решением парламента ещё при Генрихе IV было отказано в престолонаследии. Но по итогам междоусобной войны практически все ветви многочисленных потомков Эдуарда III пресеклись, в результате чего Генрих остался единственным живым Ланкастером. Его соперник, Ричард III, узурпировал власть, обойдя при этом своих племянников. Его смерть существенно изменила историю Англии.
Правление Ричарда началось в 1483 году, когда он захватил трон у своего двенадцатилетнего племянника Эдуарда V. Мальчик и его младший брат затем исчезли, что приписали Ричарду, также авторитет Ричарда был разрушен слухами о его возможной причастности к смерти своей жены, Анны Невилл. Генрих Тюдор, потомок дома Ланкастеров, ухватился за трудности Ричарда и предъявил права на трон. Первая попытка Генриха вторгнуться в Англию в 1484 году была сорвана штормом, но его следующая высадка 7 августа 1485 года на юго-западном побережье Уэльса не встретила сопротивления. Находясь внутри страны, Генрих обеспечил себе значительную поддержку. Ричард поспешно собрал войска и перехватил армию Генриха к югу от города на Босвортском поле в Лестершире. Лорд Томас Стэнли и сэр Уильям Стэнли также подвели свои силы к полю битвы, но не участвовали в первой фазе сражения, решая, какую сторону им будет выгоднее поддержать.
Ричард разделил свою армию, превосходившую по численности армию Генриха, на три группы (или «баталии»). Одна была отдана Джону Говарду, герцогу Норфолку, другая — Генри Перси, 4-му графу Нортумберленду. Генрих держал свои силы соединённо и отдал их под команду опытного Джона Де Вера, графа Оксфорда. Авангард Ричарда под командой Норфолка был атакован пехотой графа Оксфорда, Норфолк — убит, а его отряд стал постепенно отступать. Нортумберленд не предпринимал никаких действий, когда получил приказ помочь королю. Заметив возможность атаковать свиту Генриха, Ричард решил поставить всё на атаку поперек поля битвы, чтобы убить его и закончить борьбу. Рыцари из королевской охраны отделились от остальной армии, атаковали Генриха и его отряд, и Генрих был на грани гибели. Тем не менее в этот момент в бой вмешались Стэнли, атаковавшие отряд Ричарда. В бою охрана Ричарда была перебита, а он сам — сбит с лошади и убит на земле. После сражения Генрих короновался на Эмбион Хилл, рядом с полем битвы.
Генрих нанимал летописцев, чтобы изобразить своё правление благоприятно, а сражение при Босворте популяризировалось, чтобы представить Тюдоровскую династию как начало новой эпохи. С XV по XVIII век сражение приукрашивалось как победа хороших над плохими, и поскольку кульминационный момент пьесы Уильяма Шекспира представлен как взлёт и падение Ричарда, это обеспечило точку отсчёта для более поздней экранизации. Точное место сражения из-за нехватки данных не определено, и памятники были установлены в различных местах. Мемориальный Центр поля битвы при Босворте был построен в 1974 году, на участке, выбранном на основании теории, которую позднее оспорили несколько учёных и историков. В октябре 2009 года команда исследователей, выполнявшая геологические и археологические раскопки с 2003 года, предположила местоположение битвы на две мили к юго-западу от Эмбион Хилл.

## Предыстория
В течение XV века гражданская война в Англии представляла собой борьбу Йорков и Ланкастеров за английский трон. В 1471 году Йорки победили конкурентов в битвах при Барнете и Тьюксбери. Генрих VI и его единственный сын Эдуард погибли после сражения при Тьюксбери, лишив дом Ланкастеров прямых претендентов на трон. Король Эдуард IV полностью контролировал Англию. Он лишал прав отказавшихся подчиниться ему, среди которых были Джаспер Тюдор и его племянник Генри. Король назвал их предателями и конфисковал их земли. Семья Тюдоров бежала во Францию, но сильные ветры вывели их к берегу Бретани, где они были арестованы местным герцогом Франциском II. Мать Генри Маргарет Бофорт была отдалённым потомком Джона Гонта, дяди Ричарда II и отца короля Генриха IV. Бофорты первоначально были бастардами, но Генрих IV легитимизировал их при условии, что их потомки не будут наследовать трон. Генри Тюдор, единственный выживший потомок Ланкастеров, имел слабое право на престол, и Эдуард считал его «никем». Впрочем, герцог Бретонский имел другое мнение на этот счёт, увидев в Генрихе ценное средство для того, чтобы требовать помощи у Англии против Франции. Поэтому он держал Тюдоров под своей защитой.
Эдуард IV умер 12 лет спустя — 9 апреля 1483 года. Его двенадцатилетний сын был провозглашён королём под именем Эдуард V; а младший сын — девятилетний Ричард Шрусбери, был следующим претендентом на престол. Поскольку Эдуард V был слишком молод для управления страной, был создан Королевский Совет, чтобы управлять страной до достижения им совершеннолетия. Королевский двор заволновался, узнав, что Вудвиллы, родственники королевы-матери Елизаветы, составили заговор для захвата контроля над советом. Вудвиллы оскорбляли многих своим стремлением к богатству и власти, они не были популярны. Чтобы разрушить их амбиции, лорд Уильям Гастингс и другие члены совета, обратились к дяде нового короля — Ричарду, герцогу Глостерскому и брату Эдуарда IV. Придворные убеждали его быстрее принять регентство, как того хотел его покойный брат. 29 апреля, Глостер, сопровождаемый личной охраной и Генри Стаффордом, 2-м герцогом Бекингемом, взял Эдуарда V под свой контроль и арестовал нескольких видных членов семьи Вудвилл. После помещения молодого короля в Тауэр, Глостер казнил брата королевы Энтони Вудвилла и её сына от первого брака Ричарда Грея по обвинению в измене.

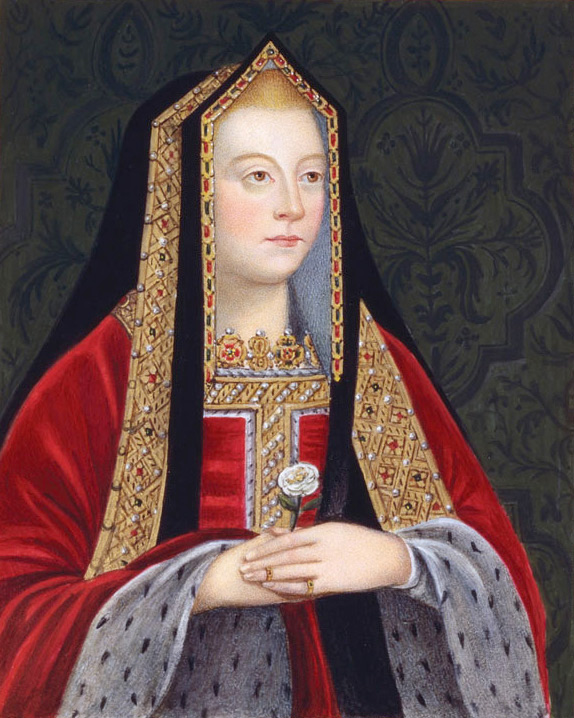
Елизавета Йоркская: слухи о её браке послужили началом вторжению Генриха

13 июня Глостер обвинил Гастингса в заговоре с Вудвиллами и казнил его. Девять дней спустя он убедил Парламент объявить недействительным брак между Эдуардом IV и Елизаветой, а её сыновей от него — незаконными претендентами на трон. После своих племянников он был следующим в линии наследования трона и 26 июня был объявлен королём Ричардом III. Выбор времени и неправовая природа дел, применённых для получения трона, не придали Ричарду популярности, и дурные слухи о нём распространялись по всей Англии. После того, как они были объявлены бастардами, оба принца были отправлены в лондонский Тауэр и никогда больше не появлялись на публике. За исключением севера, люди Англии твёрдо полагали, что Ричард — «тиран», убивший своих племянников.
Летом, после обретения Ричардом контроля над всей страной, возник заговор с целью сместить его с трона. Мятежники были главным образом сторонниками Эдуарда IV, считавшие Ричарда узурпатором. Их планы были скоординированы сторонницей Ланкастеров и матерью Генриха леди Маргарет, которая продвигала сына как кандидата на трон. Наиболее знатным заговорщиком был Бекингем. В хрониках не указаны его мотивы, по мнению историка Чарльза Росса, тот пытался дистанцироваться от становившегося всё более непопулярным короля. Майкл Джоунс и Малком Андервуд предполагают, что Маргарет обманула Бекингема, убедив его в том, что мятежники сделают его королём.
План состоял в организации восстаний за короткое время в южной и западной Англии. Бекингем поддержал бы мятежников, вторгнувшись из Уэльса, в то время как Генрих вошёл морским путём. Неудачное время и погода разрушили заговор. Восстание в Кенте началось на 10 дней раньше, тем самым дав возможность Ричарду собрать королевскую армию и предпринять шаги для подавления бунта. Шпионы сообщали своему повелителю относительно действий Бекингема, и люди короля разрушили мосты поперек реки Северн. Когда Бекингем и его армия достигли реки, то не смогли пересечь её из-за сильного шторма, случившегося 15 октября. Бекингем был пойман в ловушку и не имел безопасного места для отступления: валлийские враги захватили его домашний замок после того, как он сформировал свою армию. Герцог оставил свои планы и сбежал в Вем, где был предан слугами и арестован людьми Ричарда. 2 ноября он был казнён. Генрих сделал попытку высадки 10 (или 19) октября, но его флот был рассеян штормом. Он достиг побережья Англии (в Плимуте или в Пуле), и группа солдат приветствовала его, когда он сошёл на берег. Они были слугами Ричарда, готовыми захватить Генриха, как только он вступит на английскую землю. Генрих не поддался обману и возвратился в Бретань, отложив вторжение. Без Бекингема и Генриха восстание было легко подавлено Ричардом.
Оставшиеся в живых бунтовщики сбежали в Бретань, где открыто поддерживали требования Генриха на английский трон. На Рождество он дал торжественное обещание жениться на дочери Эдуарда IV — Елизавете Йоркской, тем самым объединив враждующие фракции Йорков и Ланкастеров. Растущий авторитет Генриха сделал его большой угрозой для Ричарда, и король несколько раз предлагал герцогу Бретани выдать молодого Ланкастера. Франциск отказался, желая получить от английского короля больше в более позднее время. В середине 1484 года Франциск заболел и его место занял казначей Питер Ланде. Последний договорился отправить в Англию Генриха вместе с дядей в обмен на военную и финансовую помощь. Епископ Фландрии Джон Мортон узнал об этой схеме и предупредил Тюдоров, сбежавших во Францию. Французский двор позволил им остаться: Тюдоры были полезными заложниками для гарантии того, чтобы Англия не помешала французскими планами захватить Бретань. 16 марта 1485 года супруга Ричарда Анна Невилл умерла, и распространились слухи о том, что она была убита с целью женитьбы Ричарда на своей племяннице Елизавете. Сплетня отвернула от Ричарда некоторых из его северных сторонников и настроила Генриха пересечь Ла-Манш. Потеря возможности жениться на Елизавете могла разрушить союз между сторонниками Генриха из Ланкастеров и бывших сторонников Эдуарда IV. Беспокоясь о безопасности своей невесты, Генрих собрал 2 000 солдат и отплыл из Франции 1 августа.

## Командиры
К XV-му столетию английские рыцарские идеалы были развращены. Вооружённые силы главным образом были основаны на собственных войсках лордов; каждый здоровый мужчина должен был ответить на призыв своего лорда к оружию, и каждый дворянин имел исключительную власть над своими воинами. Король мог собрать большую армию с помощью поддерживающей его знати. Ричард, как и его предшественники, должен был поддерживать их благоприятное к нему отношение, предоставляя им подарки и поддерживая с ними хорошие отношения. Мощная знать могла потребовать плату за то, чтобы остаться на стороне короля, а в случае отказа бароны могли бы отвернуться от него. Три группы, причём каждая с собственным взглядом, находились при Босворте: Ричард III и его армия Йорков, претендент на трон — Генрих Тюдор, защищавший права Ланкастеров, а также сохранявшие нейтральную позицию Стэнли.

### Йорки

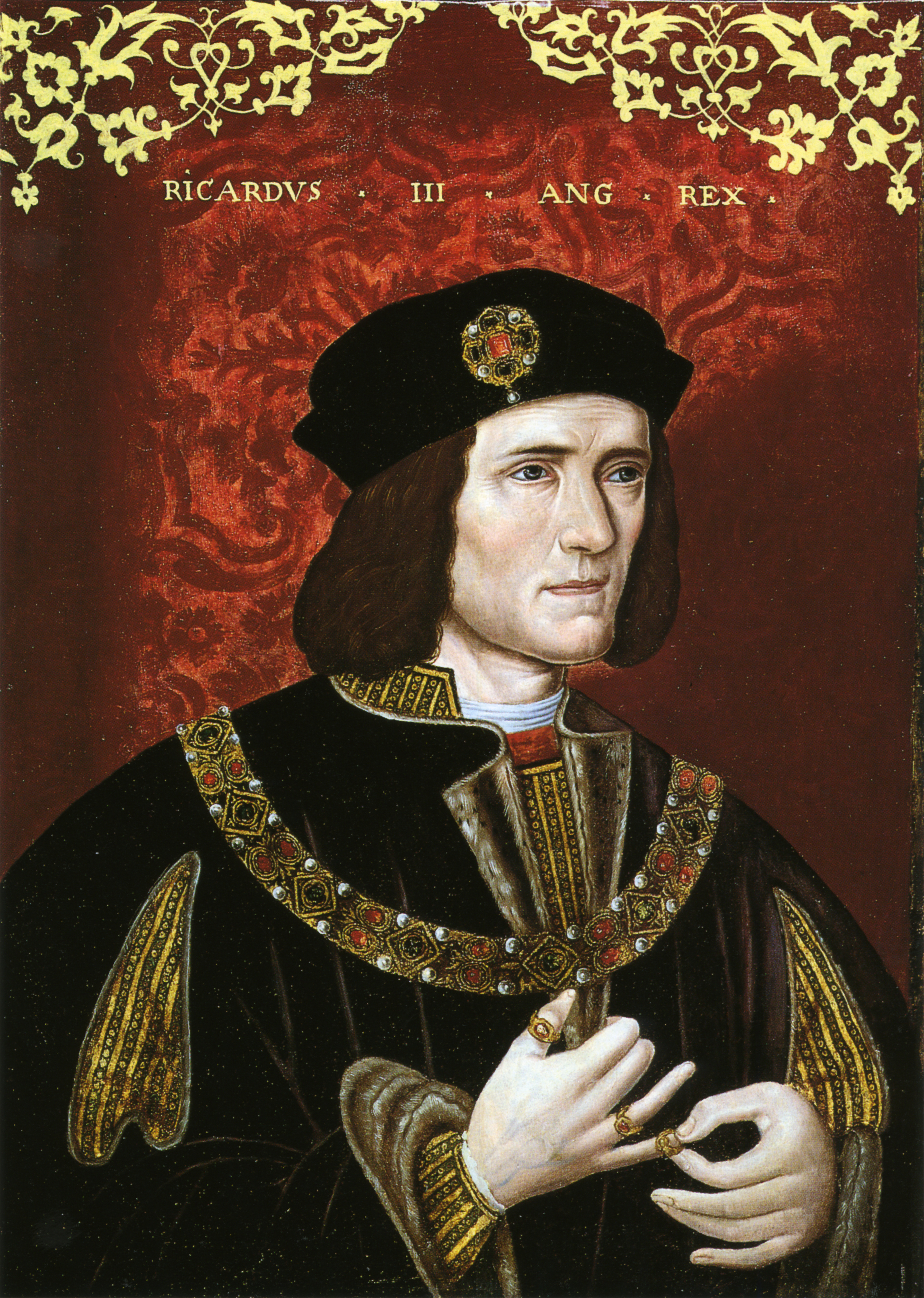
Ричард III

Маленький и худой Ричард III не обладал крепким телосложением своих предшественников из династии Плантагенетов. Тем не менее он наслаждался грубыми спортивными состязаниями и действиями, которые считались мужественными. Его действия на поле битвы произвели на его брата большое впечатление, и он стал правой рукой Эдуарда. В течение 1480-х, Ричард защищал северные границы Англии. В 1482 году Эдуард приказал ему вести армию в Шотландию с целью замены короля Якова III на герцога Олбани. Армия Ричарда прорвалась через шотландскую оборону и заняла столицу страны — Эдинбург. Но Олбани решил оставить свои требования на трон взамен должности генерал-лейтенанта Шотландии. Ричард забрал назад город Берик-апон-Туид, завоёванный шотландцами в 1460 году. Эдуард не был удовлетворён этим приобретением, которое по версии Росса могло быть большим, если бы Ричард достаточно решительно использовал свой контроль над Эдинбургом. В своём анализе характера Ричарда Кристина Карпентер видит его как солдата, привыкшего более исполнять приказы, чем отдавать их. Однако он был склонен к показу своей милитаристской жилки; при восхождении на трон он сообщил о желании вести крестовый поход против «не только турок, но и всех [своих] противников».
Самым верным сторонником Ричарда был Джон Говард, 1-й герцог Норфолк. Говард служил брату Ричарда много лет и был одним из наиболее близких советников Эдуарда IV. Росс полагает, что он, возможно, затаил злобу против Эдуарда из-за того, что тот лишил его благосостояния. Говард был должен унаследовать долю богатого состояния после смерти последней представительницы рода Моубрей — восьмилетней Энн. Однако Эдуард убедил парламент обойти наследственное право и передать состояние своему младшему сыну, женатому на Энн. В свою очередь, Говард поддерживал Ричарда III в отстранении сыновей Эдуарда от престола, за что получил герцогство Норфолк и часть состояния Моубрея. Норфолк был военным ветераном, сражаясь в битве при Таутоне в 1461 году и служа представителем Гастингса в Кале в 1471 году.
Генри Перси, 4-й граф Нортумберленд также поддерживал приход Ричарда на английский трон. Перси были лояльными сторонниками Ланкастеров, и Эдуард IV в конечном счёте потерял преданность графа. Нортумберленд был захвачен и заключён в тюрьму Йорками в 1461 году, потеряв все свои звания и состояния; однако Эдуард освободил его восемь лет спустя и восстановил его власть в графстве. С того времени Нортумберленд служил короне Йорков, помогая защищать северную Англию и поддерживать в ней мир. Первоначально граф имел проблемы с Ричардом III, поскольку Эдуард хотел передать ему власть над севером. Нортумберленд был успокоен, когда ему пообещали титул лорда-хранителя границы, являвшегося наследственным для рода Перси. Генри служил при Ричарде во время вторжений в Шотландию 1482 года, а полученный при Йорках статус на севере страны позволял поддерживать претензии Ричарда на власть. Однако после коронации Ричард дал своему племяннику Джону де ла Полю, 1-му графу Линкольну власть на управление севером, обойдя Нортумберленда. Хотя графу дали достаточную компенсацию, он отчаялся получить любую возможность на продвижение при Ричарде.

### Ланкастеры
Генрих Тюдор не был знаком с искусством войны, как и с землёй, которую он пытался завоевать. Первые 14 лет своей жизни он провёл в Уэльсе, а следующих четырнадцать — в Бретани и Франции. Стройный, но сильный и решительный, Генрих испытывал недостаточную склонность к сражениям и не увлекался войной; летописец Полидор Вергилий и посол Испании Педро де Аялла считали его более заинтересованным торговлей. Не участвовавший в сражениях Генрих принял на службу несколько опытных ветеранов, на которых он мог положиться для военного совета и команды над своими армиями.
Джон Де Вер, 13-й граф Оксфорд, был главным военным советником Генриха. Он был знатоком военного искусства. В битве при Барнете он командовал правым крылом Ланкастеров и разбил подразделение, выступившее против него. Однако из-за беспорядка в отрядах, войско Оксфорда попало под огонь главных сил Ланкастеров и отступило из сражения. Граф эмигрировал за границу и продолжал борьбу против Йорков, совершая пиратские набеги и в конечном счёте завоевав крепость Сент-Майклс-Маунт в 1473 году. Он сдался, не получив помощи и подкреплений, но в 1484 году бежал из тюрьмы и присоединился к Генриху во Франции. Присутствие Оксфорда повысило боевой дух в лагере Генриха и беспокоило Ричарда III.

### Стэнли

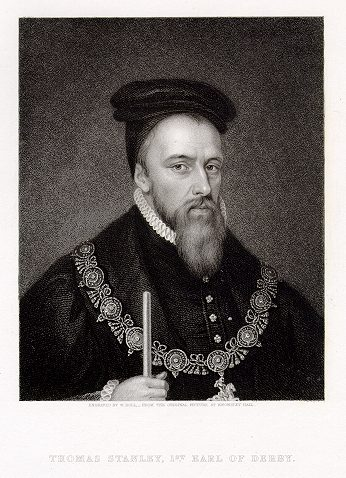
Томас Стэнли, 1-й граф Дерби

На ранних этапах войны Роз Стэнли были сторонниками Ланкастеров. Сэр Уильям Стэнли был верным сторонником Йорков, принявшим участие на их стороне в битве при Блор Хиф в 1459 году и помогавшим Гастингсу подавить восстания против Эдуарда IV в 1471 году. Когда Ричард получил корону, сэр Уильям не дал никаких поводов сомневаться в своей верности и воздержался от участия в восстании Бекингема, за что был вознаграждён. Старший брат сэра Уильяма Стэнли, Томас Стэнли, 2-й барон Стэнли, не был столь надёжен. К 1485 году он послужил королям Генриху VI, Эдуарду IV и Ричарду III. Его уклончивость до критического момента сражения дала ему лояльность его солдат, чувствовавших, что он не будет напрасно посылать их на смерть.
Даже при том, что лорд Стэнли служил стюардом Эдуарда IV, его отношения с братом короля не были сердечными. Они имели конфликты друг с другом, что проявилось в применении силы в марте 1470 года. Кроме того, взяв Маргарет Бофорт в качестве второй жены в июне 1472 года, Стэнли стал отчимом Генриха Тюдора, что не дало ему получить расположение Ричарда. Несмотря на эти различия, Стэнли не присоединился к восстанию Бекингема в 1483 году. Когда Ричард казнил заговорщиков, которые не смогли убежать из Англии, он пощадил леди Маргарет. Однако он отобрал её титулы и передал её состояние Стэнли, чтобы держать их во власти Йорков. Акт милосердия Ричарда имел целью урегулировать отношения со Стэнли, но как считал Карпентер, дал толчок дальнейшим трениям в виде повторного рассмотрения старого спора вокруг земли между Томасом Стэнли и семьёй Гаррингтонов. Эдуард IV обещал передать состояние в пользу Стэнли в 1473 году, но Ричард планировал отменить решение своего брата и отдать его Гаррингтонам. Опасаясь Стэнли, Ричард взял в заложники его старшего сына — лорда Стрэнджа Джорджа Стэнли, чтобы отговорить его от присоединения к Генриху.

## Силы сторон

Маршрут армий Генриха Тюдора и Рис ап Томаса

Генрих Тюдор высадился в Уэльсе 7 августа 1485 года в бухте Мил-Бэй с армией, состоявшей из примерно 4000—4500 солдат, в основном французских наёмников и небольшого количества английских рыцарей, а также с артиллерией. В тот же вечер они дошли до небольшого городка Дэйл, где и заночевали. Дальнейший марш армии проходил через Хеверфордуэст, где их ждал тёплый приём, Кардиген, где к ним присоединились Ричард Гриффит и Джон Морган из Гуэнта со своими отрядами, через горы центрального Уэльса к Шропширу. Здесь Генриха ждали и неприятности: запуганные Ричардом III Рис ап Томас и Уолтер Герберт отказали ему в ранее обещанной поддержке, так что войско его всё ещё было невелико, да и марш усложняли необходимость подавлять сопротивление местных жителей (Аберистуит), водные преграды, при этом было необходимо не вымотать войско перед предстоящим сражением. По ходу марша Генрих писал письма матери, семье Стэнли и сэру Гилберту Тэлботу.
Трудный переход через горы Уэльса — и армия Генриха подошла к городу Шрусбери, где его ждали радостные вести — армия его пополнилась жителями княжества Гвинедд под предводительством Риса ап Фаура и сэра Рис ап Томаса. Последний долго торговался с Генрихом по поводу своего будущего статуса правителя Уэльса, но в итоге присоединился во главе войска в 1800—2000 человек. Бейлиф Шрусбери Томас Миттон, как чтивший своего короля, попытался отказать Генриху в гостеприимстве, но тут ему помогла дипломатия и доверенный лорда Стэнли, Роуланд Уорбартон, через которого Генрих провёл переговоры с главами городов по пути его войска. Его армию пропустили в обмен на обещание не чинить беспорядков, там же к нему примкнуло пополнение.
Дальше маршрут Генриха лежал через Шропшир, где к нему примкнул Гилберт Тэлбот c 500 солдатами, Ричард Корбет с 800 людьми, Томас Крофт из Херефордшира, один из старых служак лорда Кларенса Джон Хэнли из Вустершира (тоже с вооружённым отрядом), Роберт Пойнст из Глостершира, войска из Коса и Тэлгарта. Именно этого и не хватало Генриху: признания его права знатными господами Англии, до сих пор подданными короля, готовых бороться с Ричардом. В Стаффорде произошла долгожданная встреча с сэром Уильямом Стэнли.
Утром 20 августа армия Генриха, значительно возросшая, дошла до Личфилда, где на мосту Уорсли встретилась с армией Стэнли. Там они договорились о совместных действиях, и Генрих двинулся к Атерстоуну, всё время ожидая появления рядом армии Ричарда. По ходу его марша к нему примыкали небольшие отряды сторонников. В ожидании боя его армия встала лагерем на берегу реки недалеко от городка Босворт Маркет и равнины Рэдмур (впоследствии эту равнину назвали Босвортское поле).
Весть о высадке Генриха с армией застала короля Ричарда в Ноттингеме. Одержимый идеей схватить Генриха, тот собрал войска и всю знать — основу его армии составляли солдаты герцогов Норфолка и Нортумберленда, а также увёз с собой из Тауэра знатных узников, включая Джорджа Стэнли. 19 августа он выступил к Лестеру, чтобы перехватить шедшую на Лондон армию Генриха. Там к нему присоединились его сторонники: знать северных графств, особенно Йоркшира и Ланкашира, а также прибывшие из столицы придворные. Такое промедление Ричарда объясняется тем, что он точно не знал, куда вести армию, да и не стремился перехватить Генриха, ожидая, что после ежедневных маршей его солдаты устанут.
На следующий день королевские войска двинулись на запад от Лестера по дороге, ведущей к цистерцианскому монастырю в миле от Атерстоуна. Летописец из Кройленда отмечает: «…он (Ричард) ехал помпезно и величаво как настоящий властелин. Голову его венчала корона Англии». (Некоторые источники сообщают её цену: 120 000 крон). Напоказ были выставлены все королевские доспехи и оружие. Его окружала свита высокородных господ Англии. Впереди процессии возвышался огромный, прекрасной работы крест с эмблемой Йорков: солнечные лучи, исходящие от белой розы. Войска Ричарда остановились лагерем на равнине Рэдмур, а сам он на постоялом дворе в Атерстоуне.
Войска короля Ричарда насчитывали около 10 000 человек и были развернуты на вершине с запада на восток. Отряд (или «баталия») копьеносцев Норфолка стояла на правом фланге, защищая артиллерию и приблизительно 1200 лучников. Отряд Ричарда, включавший 3000 пехоты, составлял центр. Люди Нортумберленда охраняли левый фланг, который насчитывал около 4000 солдат. Занимая высоты, Ричард получил свободный доступ к виду поля битвы. Он мог видеть Стэнли с 6000 воинов, занявших позицию Дадлингтон Хилл, в то время как к юго-западу находилась армия Генриха.
Генрих имел немного англичан (меньше чем 1000) во всей армии. 300—500 из них были изгнаны из Англии, кто-то сбежал от правления Ричарда, а остаток составляли люди Талбота и дезертиры из армии Ричарда. Историк Джон Макки полагает, что 1800 французских наёмников во главе с Филбертом де Шандье составляли ядро армии Генриха. Шотландская легенда гласит, что наёмники из этого королевства также служили Тюдору при его вторжении. Всего армия Генриха составляла числом 5—6 тысяч солдат, существенная часть которых были ополчением, собранным в Уэльсе.

## Ход сражения

Начальная стадия битвы (сценарий, основанный на исторических интерпретациях): отряды Ричарда спускаются вниз по холму Эмбион для отпора людям Генриха на равнине. Стэнли заняли позицию на юге, наблюдая за ситуацией.

Битва продолжалась лишь около двух часов. Генрих двинул свою армию вперёд, к холму Эмбион, где находился король Ричард III и его воины. На пути ему встретилось болото, и Генрих отдал приказ обогнуть его слева, тем самым прикрыв свой правый фланг от нападения. Обойдя болото, войска Генриха подошли близко к войскам Ричарда, который, увидев малочисленность противника, приказал атаковать. Так как войска Стэнли не присоединились к нему до сих пор, Ричард послал сообщение Томасу Стэнли, угрожая казнить его сына, если он немедленно не присоединится к атаке. Стэнли ответил, что у него есть и другие сыновья. Разгневанный Ричард дал приказ казнить Джорджа Стэнли, но его слуги медлили, говоря, что сражение неизбежно, и будет более удобно совершить казнь впоследствии. Генрих также послал посыльных к Стэнли, требуя от него объявить о своей преданности Тюдорам. Ответ был уклончив: Стэнли естественно прибудет, после того, как Генрих раздаст приказы своей армии и начнёт сражение. У Генриха не было выбора, кроме как противостоять силам Ричарда.
Хорошо зная о собственной неопытности в военной науке, Генрих поручил командование над своим войском Оксфорду и удалился в тыл вместе со своими телохранителями. Оксфорд, видя обширную линию армии Ричарда, обманул противника, решив не разъединять свои войска на 3 части: авангард, центр, арьергард. Он приказал, чтобы войска отклонились не далее чем на 10 футов (3,0 метра) друг от друга, боясь, что они будут окружены. Отдельные группы наносили удар вместе, формируя единую большую массу между кавалерией на флангах.
Ланкастеров беспокоила артиллерия Ричарда, поскольку она маневрировала вокруг болота, ища удобное место для дислокации. Как только Оксфорд и его воины прошли через болото, авангард армии Ричарда под командованием герцога Норфолка и несколько отрядов группы Ричарда начали продвижение. В самом начале схватки Норфолк, бывший опытным и мужественным командиром, был убит, что, вероятно, и повлекло за собой неудачный для королевской армии исход этого столкновения. Некоторые солдаты Норфолка, новобранцы из южной Англии, дезертировали. Признав, что его силы находились в невыгодном положении, Ричард сигнализировал Нортумберленду о помощи, но его войска не сдвинулись. Историки Хоррокс и Пуг полагают, что тот не хотел помогать королю по личным причинам. Росс сомневается в этом, считая, что узкий горный хребет препятствовал для присоединения к сражению.

Конечная стадия битвы (сценарий, основанный на исторических интерпретациях): Ричард ведёт маленький отряд солдат рядом с главным сражением и атакует Генриха, который двигался к Стэнли. Уильям Стэнли отправился спасать Генриха.

Авангард армии Ричарда под командованием герцога Норфолка атаковал авангард Тюдора под командованием графа Оксфорда. После произошло то, чего и опасался король: силы лорда Стэнли перешли на сторону противника.

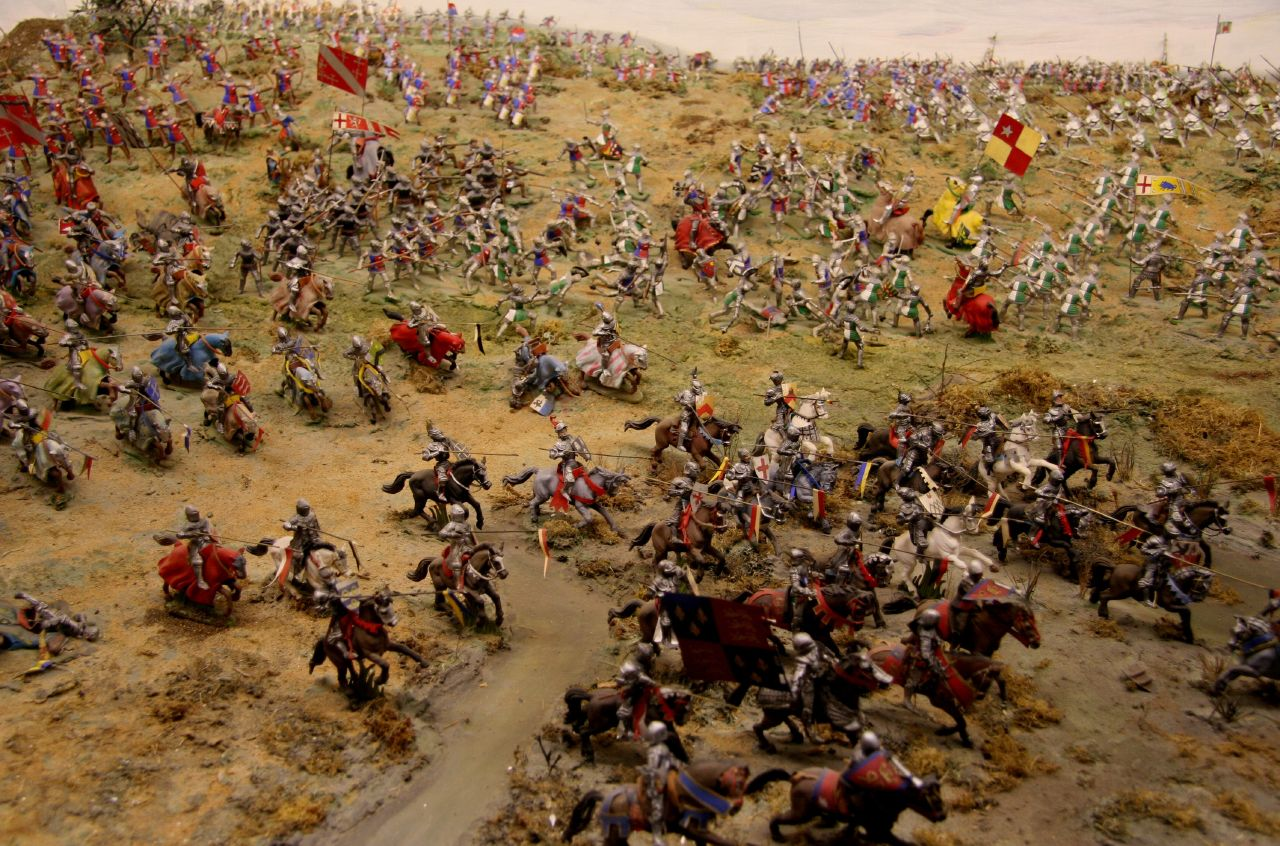
Столкновение армий Ричарда III и Генриха Тюдора, изображённое Центром Наследия Босвортской битвы

Генрих направился к Стэнли. Чтобы переломить неблагоприятно складывающуюся ситуацию, Ричард III в лучших традициях рыцарства решил лично возглавить атаку на центр противника, убить претендента и, тем самым, решить исход боя (благо, бело-зелёный штандарт Ричмонда уже был виден у подножия холма, на котором расположились войска короля). Анонимная «Баллада о Босвортском поле», написанная, вероятно, одним из участников этого сражения, повествует, что Ричард попросил перед этой атакой надеть ему на шлем английскую корону, чтобы «умереть королём». Он повёл в атаку 800 королевских стражников и прорвался к Генриху.
Авантюрная атака началась успешно: королю удалось даже убить знаменосца сэра Уильяма Брэндона, опрокинув на землю штандарт Генриха, и сбить с коня ударом копья в голову бывшего знаменосца короля Эдуарда IV. В схватке с королём Генрих дрался долго и отчаянно, чего от него никто не ожидал. Но телохранители Генриха окружили своего повелителя и смогли создать заслон между ним и Ричардом. И тут Уильям Стэнли начал атаку: увидев бой между королевским отрядом и окружением Генриха, его войско ударило во фланг отряду Ричарда. Превзойдённая численно, группа Ричарда была окружена и постепенно отступала назад через болота. Страж королевского знамени, сэр Персиваль Сирвелл, потеряв свои ноги, держал знамя Йорков поднятым до тех пор, пока не был зарублен. Лошадь короля завязла в трясине, и он был вынужден продолжать сражаться пешим. Его телохранители предложили ему своих лошадей, чтобы бежать, но Ричард отказался. Все летописцы сходятся на том, что Ричард боролся до конца. Окружённый валлийскими копьеносцами, последний король Йорков погиб на поле битвы. Когда войска Ричарда узнали о его гибели в бою, его войско распалось, Нортумберленд и его воины бежали, а Норфолк был убит.
Сражение при Босворте обычно называют последним сражением войны Алой и Белой Розы, хотя это и не совсем точно — спустя два года при Стоук-Филде произошло сражение между войсками короля Генриха VII и графа Линкольна (племянника Ричарда III), претендовавшего на английский престол. Верно то, что в этой битве погиб последний король из династии Плантагенетов, и что это был последний случай в истории, когда английский король пал на поле брани.

## В культуре

### Шекспир
Король Ричард
Идите ж, господа, все по местам,
Да не смутят пустые сны наш дух:
Ведь совесть - слово, созданное трусом,
Чтоб сильных напугать и остеречь.
Кулак нам - совесть, и закон нам - меч.
Сомкнитесь, смело на врага вперед,
Не в рай, так в ад наш тесный строй войдет.
– Уильям Шекспир, Ричард III (Акт V, сцена III)
Уильям Шекспир уделяет особое внимание битве при Босворте в своей пьесе «Ричард III». Это «одна большая битва»; никакая другая боевая сцена не отвлекает зрителей от этого действия, представленного боем на мечах один на один между Генрихом Тюдором и Ричардом III. Шекспир использует их дуэль, чтобы завершить пьесу и «Войну роз»; он также использует поединок, чтобы отстаивать мораль, изображая «однозначную победу добра над злом».  Ричард, главный злодейский персонаж, был представлен в сражениях ранней пьесы Шекспира «Генрих VI, часть 3» как «грозный фехтовальщик и отважный военачальник» — в отличие от подлых средств, с помощью которых он стал королем в «Ричарде». Хотя «Битва при Босворте» состоит всего из пяти предложений, действию предшествуют три сцены и более четырёхсот строк, развивая предысторию и мотивацию персонажей в ожидании битвы.
Рассказ Шекспира о битве был в основном основан на драматических версиях истории летописцев Эдварда Холла и Рафаэля Холиншеда, которые были взяты из хроник Вергилия. Однако отношение Шекспира к Ричарду сформировал ученый Томас Мор, чьи сочинения продемонстрировали крайнюю предвзятость в отношении короля йоркистов. Результатом этих влияний стал сценарий, очерняющий короля, и Шекспир без колебаний отходил от истории, чтобы разжечь драму. Маргарита Анжуйская умерла в 1482 г., но Шекспир заставил её поговорить с матерью Ричарда перед битвой, чтобы предсказать судьбу Ричарда и исполнить пророчество, данное ею в «Генрихе VI». Шекспир преувеличивал причину беспокойной ночи Ричарда перед битвой, представляя её как приход призраков убитых им, включая Бекингема. Ричард изображается страдающим от угрызений совести, но, говоря, он вновь обретает уверенность и утверждает, что он будет злым, если это необходимо для сохранения его короны.

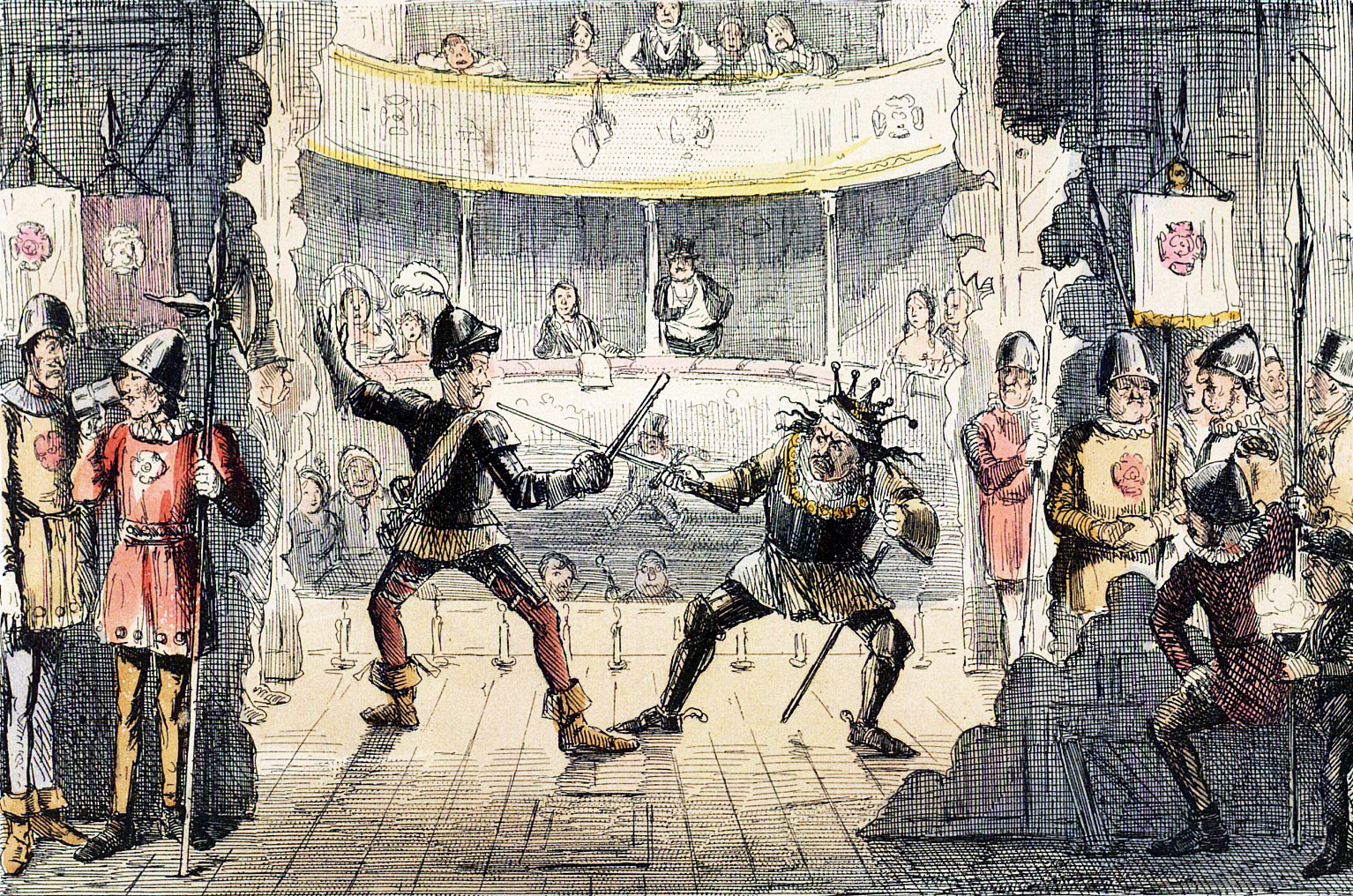
Иллюстрация The Battle of Bosworth Field, a Scene in the Great Drama of History: два неопрятных актера разыгрывают бой на мечах для зрителей. Мужчины, одетые как солдаты, отдыхают и пьют за реквизитом.

Битва между двумя армиями имитируется шумными звуками за сценой (сигналы тревоги), пока актеры выходят на сцену, произносят свои реплики и уходят. Чтобы создать ожидание поединка, Шекспир просит больше сигналов тревоги после того, как соратник короля Уильям Кэтсби произносит фразу "чудеса невиданные там король творит". Ричард отмечает свой выход классической фразой: «Коня, коня! Полцарства за коня!» Он отказывается отступать, продолжая пытаться убить двойников Генриха, пока не убьет своего врага. Нет никаких документальных свидетельств того, что у Генриха было пять одетых точно как он соратников, эта идея была изобретением Шекспира. Он черпал вдохновение из того, как Генрих IV использовал их в битве при Шрусбери (1403), чтобы усилить восприятие храбрости Ричарда на поле боя. Аналогичным образом, единоборство между Генрихом и Ричардом является творением Шекспира. В «Истинной трагедии Ричарда III», написанной более ранним неизвестным драматургом, чем Шекспир, нет никаких признаков постановки такой схватки: в ее сценических указаниях нет и намека на видимый бой.
Несмотря на принятые драматические вольности, шекспировская версия битвы при Босворте была моделью события для учебников английского языка на протяжении многих лет в XVIII и XIX веках. Эта приукрашенная версия истории, пропагандируемая в книгах и картинах и разыгрываемая на сценах по всей стране, возмутила юмориста Гилберта Эббота Э-Беккета. Он высказал свою критику в форме стихотворения, приравняв романтический взгляд на битву к просмотру «пятисортной постановки Ричарда III»: плохо одетые актеры сражаются в битве при Босворте на сцене, в то время как те, кто играет менее важные роли, отдыхают сзади, не проявляя никакого интереса к происходящему.